# Lista przedsiębiorstw kolejowych

## Przedsiębiorstwa międzynarodowe
- Arriva
- Cisalpino
- Eurostar
- Rhealys(inne języki)
- Thalys
- Veolia Transport(inne języki)

## Europa

### Albania
- Hekurudha e Shqipërisë (HSH)

### Austria
- Österreichische Bundesbahnen (ÖBB)

### Belgia
- Société Nationale des Chemins de Fer Belges/Naationale Maatschappij der Belgische Spoorwegen (SNCB/NMBS)

### Białoruś
- Biełaruskaja czyhunka Белорусская Железная Дорога/Беларуская Чыгунка (BČ/БЧ)

### Bośnia i Hercegowina

#### Federacja Bośni i Hercegowiny
- Željeznice Federacije Bosne i Hercegovine (ŽFBH)

#### Republika Serbska
- Željeznice Republike Srpske Жељезнице Републике Српске (ŽRS/ЖРС)

### Bułgaria
- Byłgarski Dyrżawni Żełeznici Български Държавни Железници (BDŽ/БДЖ)

### Chorwacja
- Hrvatske željeznice (HŽ)

### Czarnogóra
- Željeznica Crne Gore Железнице Црнe Горe (ŽCG/ЖЦГ)

### Czechy
- České dráhy (ČD)
- ČD Cargo (ČDC)
- Správa železnic
- PKP Cargo International
- Československé státní dráhy (ČSD)
- RegioJet

### Dania
- Danske Statsbaner (DSB)
- S-tog
- Arriva Danmark
- DB Cargo Danmark Services(inne języki)
- Nordjyske Jernbaner (NJ)

- -     -       - De Bornholmske Jernbaner (DBJ)

### Estonia
- Edelaraudtee
- Eesti Raudtee (EVR/ER)
- Eesti Liinirongid

### Finlandia
- Suomen Valtionrautatet (SVR/VR)

### Francja
- Société nationale des chemins de fer français (SNCF)
- Réseau ferré de France (RFF)
- Régie autonome des transports parisiens (RATP)
- Euro Cargo Rail(inne języki)
- Eurotunel

### Grecja
- Organismos Sidïrodromön Ellados Οργανισμος Σιδηροδρομων Ελλαδος (OSE/ΟΣΕ)

### Hiszpania
- Renfe Operadora (dawniej Red Nacional de los Ferrocarriles Españoles) (RENFE)
- Ferrocarriles de Vía Estrecha (FEVE)
- Ferrocarriles de la Generalidad de Cataluña (FGC)
- Ferrocarrils de la Generalitat Valenciana(inne języki) (FGV)
- Ferrocarriles de Mallorca(inne języki) (SFM)
- Ferrocarril de Sóller(inne języki) (FS)
- Acciona(inne języki)
- EuskoTren
- Transfesa(inne języki)

### Holandia
- Nederlandse Spoorwegen (NS)
- Veolia Transport(inne języki)
- Arriva
- Syntus(inne języki)
- Connexxion(inne języki)

### Irlandia
- Iarnród Éireann

### Kosowo
- Hekurudhat e Kosovës/Kosovske Železnice (HK/KŽ)

### Litwa
- Lietuvos geležinkeliai (LG)

### Luksemburg
- Société Nationale des Chemins de Fer Luxembourgeois (CFL)

### Łotwa
- Latvijas dzelzceļš (LDz)
- Pasažieru Vilciens(inne języki) PV

### Macedonia Północna
- Makedonski Železnici Македонски Железници (MŽ/МЖ)

### Mołdawia
- Calea Ferată din Moldova Каля Фератэ дин Молдова (CFM/ЧФМ)

### Niemcy
- Deutsche Bahn AG (DB)
- DB Netz AG
- DB Station&Service AG
- DB Fernverkehr AG
- DB Cargo
- DB Regio
  - S-Bahn Berlin GmbH
  - S-Bahn Hamburg GmbH
  - S-Bahn Dresden
  - S-Bahn Hannover
  - S-Bahn Mitteldeutschland
  - S-Bahn Mittelelbe
  - S-Bahn München
  - S-Bahn Nürnberg
  - S-Bahn Rhein-Main
  - S-Bahn Rhein-Neckar
  - S-Bahn Rhein-Ruhr
  - S-Bahn Rostock
  - S-Bahn Stuttgart
  - Usedomer Bäderbahn

- Transdev(inne języki)
- Netinera(inne języki)
- Rail4captrain
- Albtal-Verkehrs-Gesellschaft (AVG)
- CTL Logistics
- Mitsui Rail Capital Europe
- Hamburger Hochbahn(inne języki) AG (HHA)
- TX Logistik(inne języki)

- -     -       - Deutsche Bundesbahn
      - Deutsche Reichsbahn
      - Deutsche Reichsbahn (NRD)
      - Liegnitz-Rawitscher Eisenbahn-Gesellschaft (LRE)

### Norwegia
- Norges Statsbaner (NSB)
- CargoNet(inne języki) (CN)
- Jernbaneverket (JBV)

### Polska
- Polskie Koleje Państwowe (PKP)
  - PKP Intercity
  - PKP Cargo
  - PKP Linia Hutnicza Szerokotorowa
- Polregio
- Koleje Mazowieckie
- Koleje Dolnośląskie
- Koleje Śląskie
- Szybka Kolej Miejska w Trójmieście
- Szybka Kolej Miejska w Warszawie
- Warszawska Kolej Dojazdowa
- Arriva RP
- DB Cargo Polska
- CTL Logistics (CTL)
- Orlen KolTrans
- Lotos Kolej
- Freightliner PL
- Rail Polska (RP)
- Captrain Polska
- Górnośląskie Koleje Wąskotorowe (GKW)

- PKP Polskie Linie Kolejowe
- Infra Silesia
- UBB Polska
- Rewkol

### Portugalia
- Comboios de Portugal (CP)
- Fertagus

### Rosja
- Koleje Rosyjskie Российские Железные Дороги (RŽD/РЖД)

### Rumunia
- Căile Ferate Române CFR
- Grup Feroviar Român

### Serbia
- Železnice Srbije(inne języki) Железнице Србије (ŽS/ЖС)
  - Beovoz Беовоз

### Słowacja
- Železničná spoločnosť Slovensko a.s. (ZSSK)
- Železničná spoločnosť Cargo Slovakia(inne języki), a.s. (ZSSK Cargo)
- Bratislavská regionálna koľajová spoločnosť(inne języki) (BRKS)
- Železnice Slovenskej republiky (ŽSR)

### Słowenia
- Slovenske železnice (SŽ)

### Szwajcaria
- SBB/CFF/FFS Schweizerische Bundesbahnen/Chemins de Fer Fédéraux Suisses/Ferrovie Federali Svizzere
- BLS AG(inne języki) (BLS)

### Szwecja
- Statens Järnvägar
- SJ AB
- Banverket
- Arlanda Express
- Green Cargo(inne języki)
- Tågkompaniet(inne języki) (TKAB)
- Veolia Transport(inne języki)

### Turcja
- Türkiye Cumhuriyeti Devlet Demiryolları(inne języki) (TCDD)

### Ukraina
- Ukrzaliznycia Українські Залізниці (UZ/УЗ)

### Węgry
- Magyar Államvasutak (MÁV)
- Győr-Sopron-Ebenfurti Vasút (GySEV)
- Helyi Érdekü Vasút (HÉV)

### Włochy
- Ferrovie dello Stato (FS)
- Trenitalia
- Ferrovie della Sardegna FdS
- Nuovo Trasporto Viaggiatori

### Wielka Brytania
- Arriva Trains Wales
- British Rail (BR)
- c2c
- Chiltern Railways
- CrossCountry
- DB Cargo UK
- East Coast
- East Midlands Trains
- First Great Western
- First Hull Trains
- First ScotRail
- First TransPennine Express
- First Capital Connect
- Gatwick Express
- Grand Central Railway
- Heathrow Connect
- Heathrow Express
- London Midland
- London Overground
- Merseyrail
- National Express East Anglia
- National Express East Coast
- Northern Rail
- Silverlink
- Southeastern
- Southern
- Virgin Trains
- Wrexham & Shropshire

#### Irlandia Północna
- Northern Ireland Railways Iarnród Tuaisceart Éireann (NIR)

## Ameryka Północna

### Kanada
- VIA Rail (VIA)
- Canadian National Railway (CN)
- Canadian Pacific Railway (CP)

### Meksyk
- Ferromex(inne języki) (FXE)
- Kansas City Southern de México(inne języki) (TFM)

### Stany Zjednoczone
- Amtrak (AMTK)

| Linie                         | Trasa                                                                            |
| ----------------------------- | -------------------------------------------------------------------------------- |
| Acela Express                 | Boston – Washington, D.C.                                                        |
| Adirondack                    | Montreal – Nowy Jork (via Albany)                                                |
| Amtrak Cascades               | Vancouver – Eugene (via Portland (Oregon) and Seattle)                           |
| Auto Train                    | Lorton (Washington, D.C. area)- Sanford (Orlando, Florida area)                  |
| Blue Water                    | Chicago – Port Huron                                                             |
| California Zephyr             | Chicago – Emeryville (San Francisco)                                             |
| Capitol Corridor              | Auburn – Sacramento – San Jose (via Oakland)                                     |
| Capitol Limited               | Chicago – Washington, D.C. (via Cleveland and Pittsburgh)                        |
| Cardinal                      | Chicago – Nowy Jork (via Indianapolis/Cincinnati/Washington, D.C.)               |
| Carl Sandburg                 | Chicago – Quincy                                                                 |
| Carolinian                    | Nowy Jork – Raleigh – Greensboro – Charlotte                                     |
| City of New Orleans           | Chicago – New Orleans                                                            |
| Coast Starlight               | Seattle – Los Angeles (via Sacramento/Oakland)                                   |
| Crescent                      | Nowy Jork – New Orleans (via Atlanta)                                            |
| Downeaster                    | Portland (Maine) – Boston                                                        |
| Empire Builder                | Chicago – Portland/Seattle (via Spokane)                                         |
| Empire Service                | Nowy Jork – Niagara Falls (via Albany)                                           |
| Ethan Allen Express           | Nowy Jork – Rutland (via Albany)                                                 |
| Heartland Flyer               | Oklahoma City – Fort Worth                                                       |
| Hiawatha                      | Chicago – Milwaukee                                                              |
| Hoosier State                 | Chicago – Indianapolis                                                           |
| Illini                        | Chicago – Carbondale                                                             |
| Illinois Zephyr               | Chicago – Quincy                                                                 |
| Keystone Service              | Nowy Jork – Harrisburg (via Philadelphia)                                        |
| Lake Shore Limited            | Nowy Jork – Boston – Chicago (via Albany)                                        |
| Lincoln Service               | Chicago – St. Louis                                                              |
| Maple Leaf                    | Nowy Jork – Toronto                                                              |
| Missouri River Runner         | Saint Louis – Kansas City                                                        |
| New Haven–Springfield Shuttle | New Haven – Springfield                                                          |
| Northeast Regional            | Boston – Nowy Jork – Washington – Newport News- Lynchburg, Virginia- Springfield |
| Pacific Surfliner             | San Luis Obispo – Los Angeles – San Diego                                        |
| Palmetto                      | Nowy Jork – Savannah                                                             |
| Pennsylvanian                 | Nowy Jork – Pittsburgh (via Newark, Filadelfia, Harrisburg and Altoona)          |
| Pere Marquette                | Grand Rapids – Chicago                                                           |
| Piedmont                      | Charlotte – Raleigh                                                              |
| Saluki                        | Chicago – Carbondale                                                             |
| San Joaquin                   | Bakersfield – Oakland / Sacramento                                               |
| Silver Meteor                 | Nowy Jork – Fayetteville – Miami                                                 |
| Silver Star                   | Nowy Jork – Raleigh – Tampa – Miami                                              |
| Southwest Chief               | Chicago – Los Angeles                                                            |
| Sunset Limited                | Los Angeles – New Orleans                                                        |
| Texas Eagle                   | Chicago – Los Angeles (through San Antonio and Dallas)                           |
| Vermonter                     | Washington, D.C. – St. Albans                                                    |
| Wolverine                     | Chicago – Detroit – Pontiac                                                      |

- BNSF Railway (BNSF)
- CSX Transportation(inne języki) (CSXT)
- Grand Trunk Western Railroad(inne języki) (GTW)
- Kansas City Southern Railway(inne języki) (KCS)
- Norfolk Southern Railway(inne języki) (NS)
- Soo Line Railroad(inne języki) (SOO)
- Union Pacific Railroad (UP)

## Azja

### Japonia
- Japan Railways (JR)